# Mil Mi-42
Mil Mi-42 là một đề án trực thăng vận tải/tấn công theo khái niệm NOTAR.